# 满井镇 (尚义县)
满井镇，是中华人民共和国河北省张家口尚义县下辖的一个乡镇级行政单位。

## 行政区划
满井镇下辖以下地区：
炕塄村、狐子窝村、南哈路村、三盖脑包村、特布不落村、塞汗不落村、大满井村、脑包底村、阎家淖村、白彦不落村和戈家村。